# Amando de Vasconia
Amando fue un duque franco de Vasconia (638-660). Cuando el duque Aijinio fue depuesto de su cargo, los vascones vieron la oportunidad de independizarse y fue el caudillo de estos en aquella lucha (626).